# كيفين بيزوني
كيفين بيزوني (بالألمانية: Kevin Pezzoni)‏ (مواليد 22 مارس 1989 في فرانكفورت - ألمانيا الغربية) لاعب كرة قدم ألماني يلعب حاليا لصالح نادي الدرجة الأولى كولن الألماني منذ 2008 في مركز قلب الدفاع كما يجيد اللعب في مركز الوسط المدافع .

## روابط خارجية
- كيفين بيزوني على موقع قاعدة بيانات كرة القدم.إي يو (الإنجليزية)
- كيفين بيزوني على موقع بيانات كرة القدم. دي إي (الألمانية)
- كيفين بيزوني على موقع Soccerway.com (الإنجليزية)
- كيفين بيزوني على موقع عالم كرة القدم.نت (الإنجليزية)
- كيفين بيزوني على موقع كووورة